# Humberto Corado Figueroa
Humberto Corado Figueroa es un militar, general de El Salvador. Ejerció el cargo de ministro de Defensa (1993-1995), en el período del cumplimiento de los acuerdos de Paz, luego del fin de la guerra civil en 1992.
En el 30 de junio de 1993, el presidente Alfredo Félix Cristiani Burkard, por el acuerdo ejecutivo número 284, nombró Ministro de la Defensa Nacional al coronel Humberto Corado Figueroa a partir del 1 de julio, el mismo acuerdo nombra Viceministro del mismo ramo al coronel Roberto Tejada Murcia.
Autor del libro "En Defensa de la Patria", que narra la historia del conflicto armado en El Salvador, publicado en noviembre de 2008.